# Blindosbarra
Un condotto sbarra è un condotto elettrico prefabbricato il cui tipo più diffuso è il blindosbarra. 

## Storia
Il primo condotto sbarra in Europa è stato inventato nel 1942 da Biagio Pogliano ed è stato chiamato "blindosbarra": per il grande successo commerciale si è diffuso fino a diventare impropriamente sinonimo di tutti i condotti sbarra, pur restando un prodotto commerciale con marchio registrato della ditta Pogliano BusBar s.r.l. di Moncalieri, in provincia di Torino.

## Descrizione
I condotti sbarra sono utilizzati come alternativa al cablaggio in aria o all'uso di condotti per cavi elettrici sopra e sottotraccia. Per mezzo di tiranti o staffe, possono essere sospesi al soffitto, poggiati ai muri, oppure lasciati correre lungo percorsi a livello del pavimento. Sono di norma metallici e più raramente in plastica: nel primo caso, gli involucri metallici devono essere mutuamente interconnessi in modo da formare una superficie equipotenziale, che a sua volta deve essere collegata alla messa a terra. I metalli utilizzati, con diverse finiture, possono essere ferro/acciaio zincato, acciaio inox, o alluminio, a seconda delle prestazioni richieste in ordine alla resistenza alla corrosione, all'uso interno o esterno, all'estetica, ecc. 

## Vantaggi
Normalmente, il sistema è utilizzato in campo commerciale e industriale, per i vantaggi che offre in tali ambiti. I condotti sbarra, infatti, sono particolarmente indicati in applicazioni in cui sono previste frequenti manutenzioni, o futuri cambiamenti nel sistema di cablaggio, grazie ai requisiti di flessibilità che offrono. Altro vantaggio è che il sistema favorisce la compatibilità elettromagnetica, offrendo una miglior protezione dai disturbi elettromagnetici.